# Parque del Este
Il Parque del Este ("Parco Est", ufficialmente parco Generalissimo Francisco de Miranda, in onore dell'eroe nazionale venezuelano) è un parco ricreativo pubblico situato nel comune di Sucre, nel Distretto Metropolitano di Caracas in Venezuela, realizzato su progetto del paesaggista brasiliano Roberto Burle Marx in collaborazione con Fernando Tabora e John Stoddart.
È uno dei parchi più importanti della città, ha un'area di circa 0.82 km² e combina tre aree differenti: la prima è completamente aperta, ricoperta da prato e ravvivata da rilievi dolcemente ondulati, la seconda è un paesaggio con boschi densi attraversati da sentieri, mentre la terza è una serie variegata di giardini pavimentati con mosaici e fontane.
Il parco è situato appena fuori dalla stazione di Miranda della Linea 1 della Metropolitana di Caracas ed è gestito dall'Instituto Nacional de Parques (INPARQUES), un'agenzia del Ministero del Potere Popolare per l'Ambiente.

## Galleria d'immagini

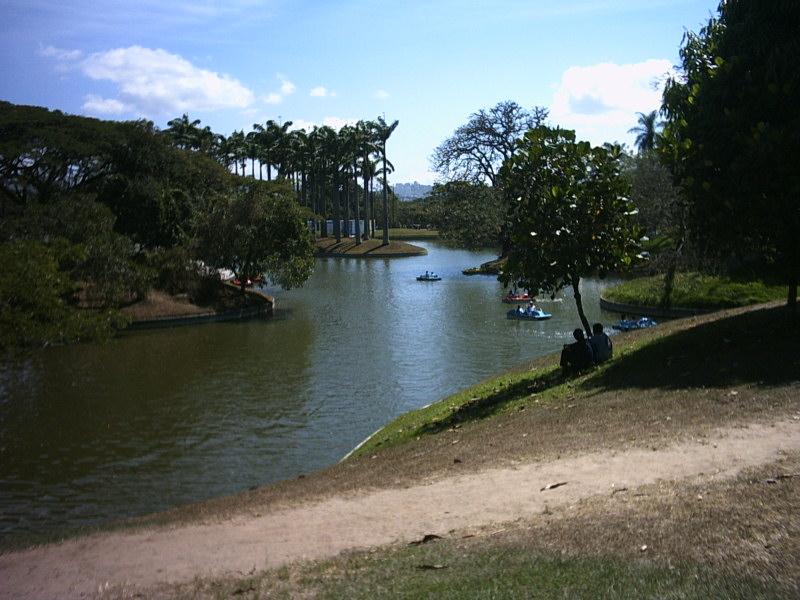
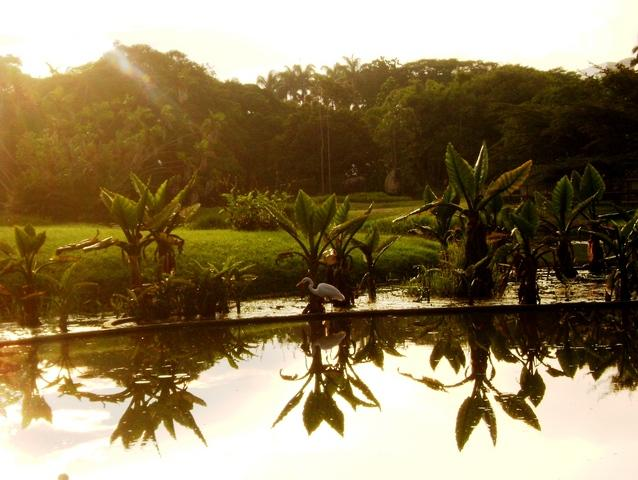
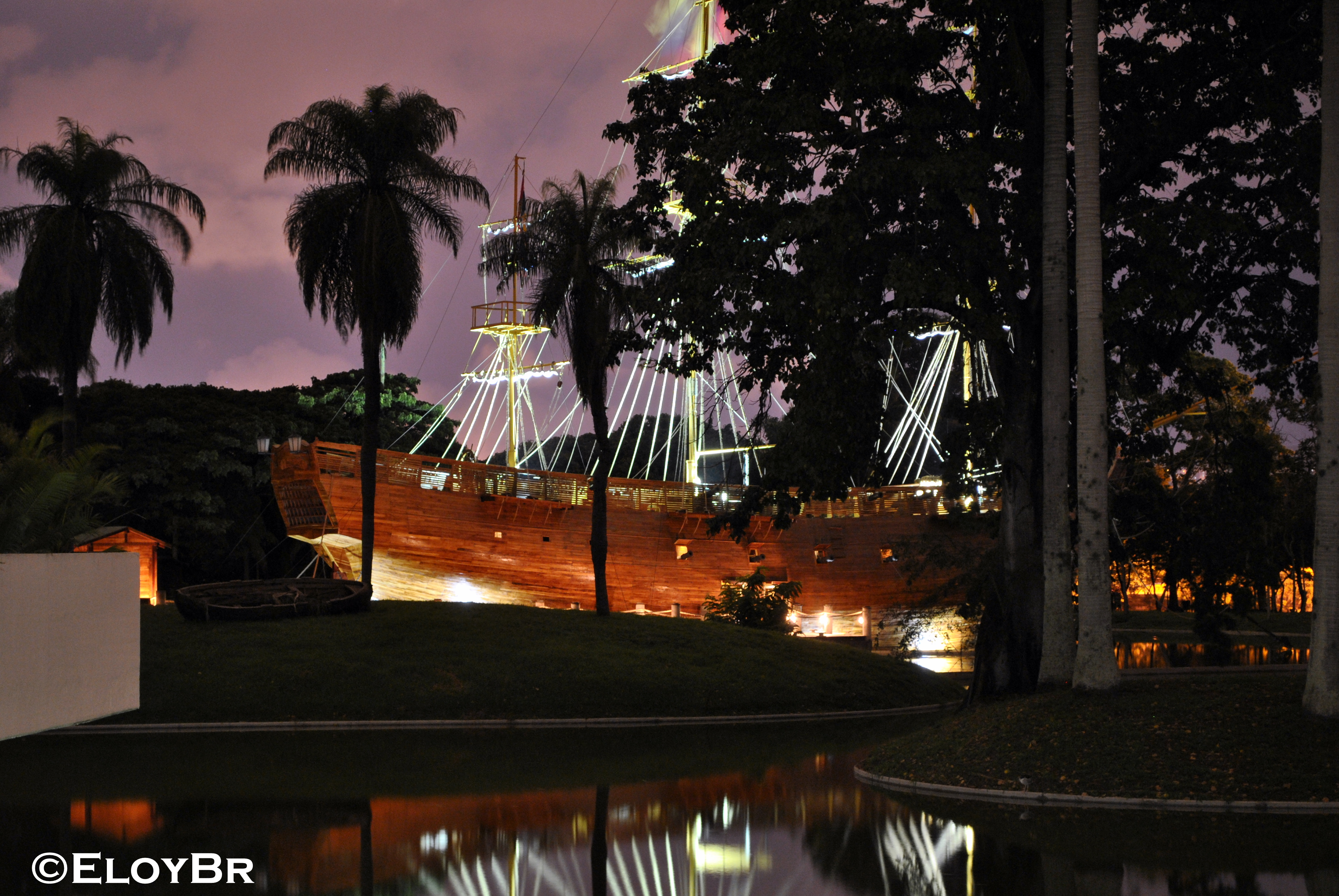
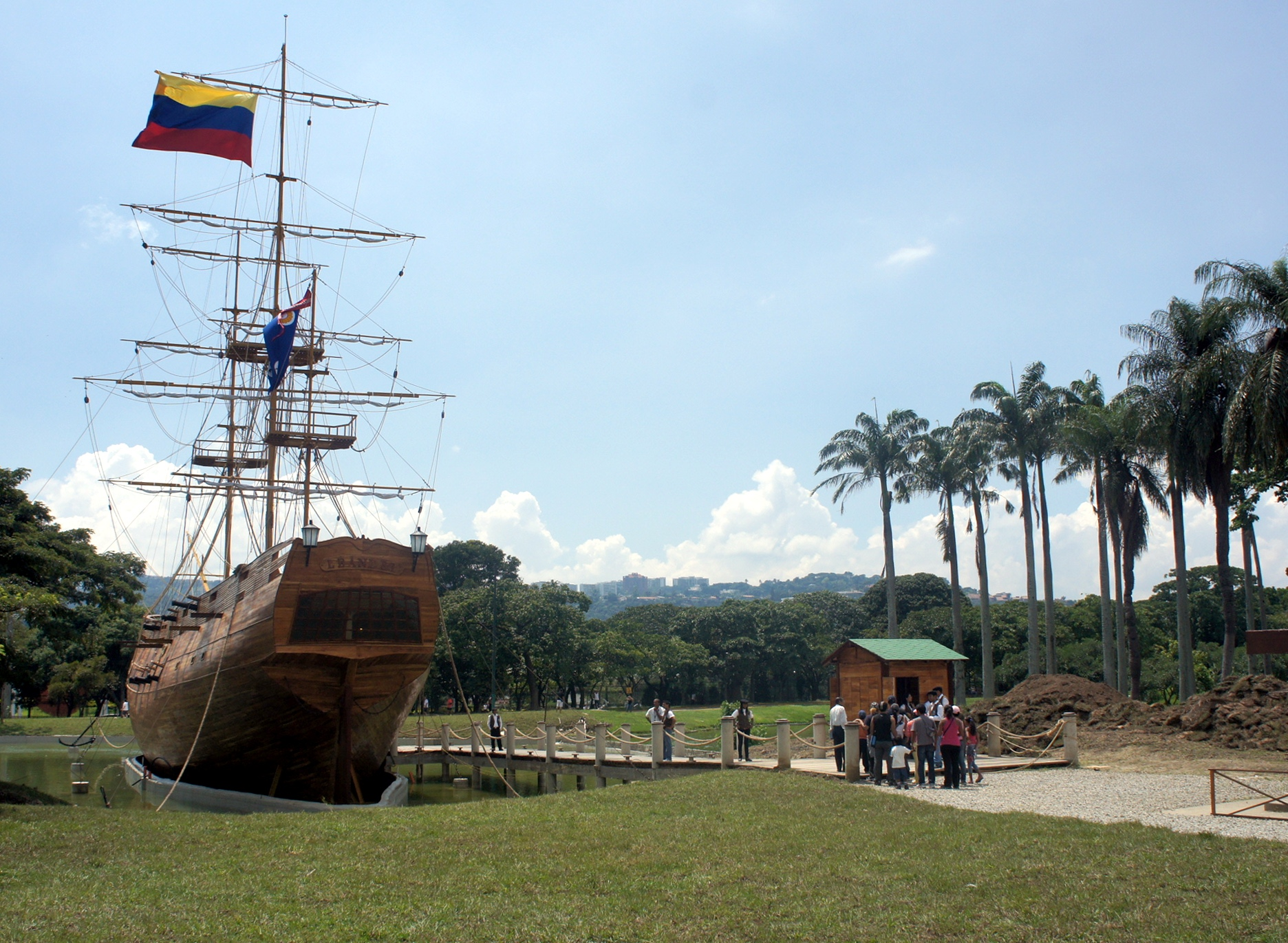

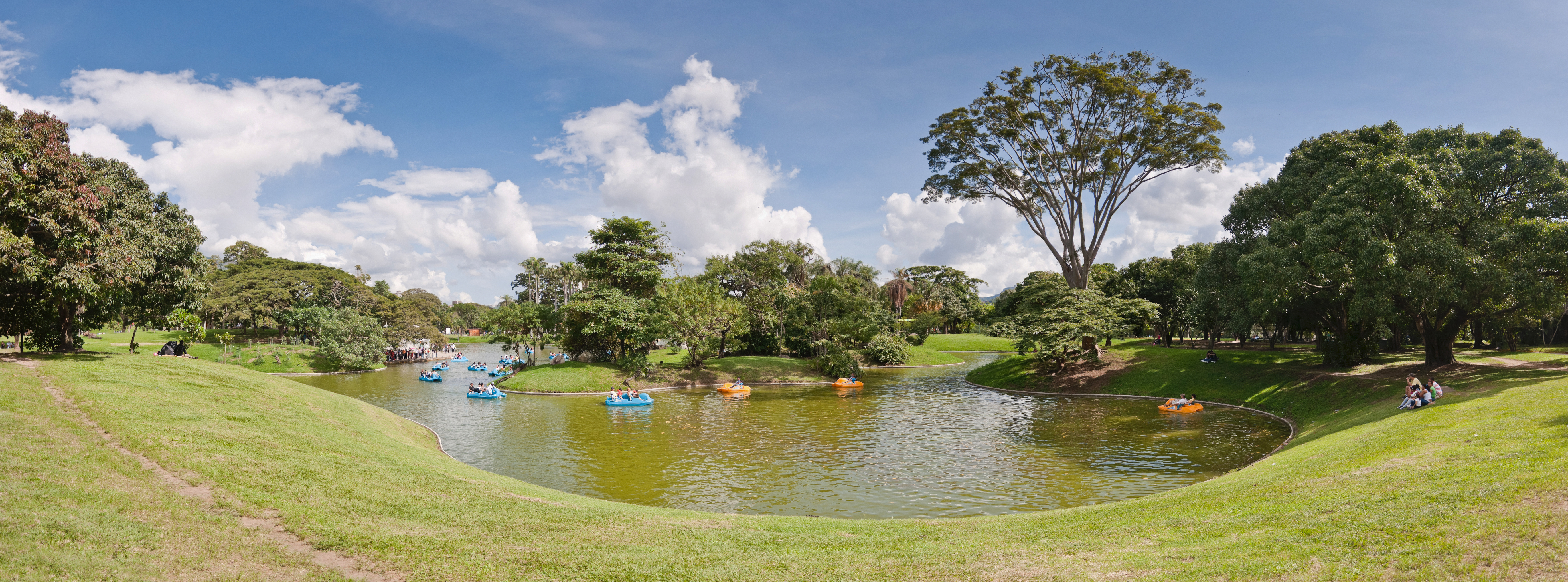
Vista panoramica